# First Canadian Place
First Canadian Place je mrakodrap v kanadském Torontu. Má 72 podlaží a výšku je 298 metrů (s anténou 355 m), je tak nejvyšší mrakodrap ve městě, ale i v Kanadě. Byl dokončen v roce 1975 a stal se nejvyšší budovou světa postavenou mimo USA. Tvůrcem budovy byla architektonická firma Bregman + Hamann Architects a Edward Durell Stone a developerem byly Olympia & York Properties a Bank of Montreal. Budova disponuje 248 699 m2 převážně kancelářských ploch, které obsluhuje celkem 42 výtahů. V pracovní dny pracuje v budově přibližně 10 000 zaměstnanců a celková roční návštěvnost budovy je 16 000 000 lidí.